# John Tiakia
John Operator Tiakia est un homme politique niuéen.

## Biographie
D'abord employé du ministère des Travaux publics, il est ensuite député du village de Lakepa au Parlement de Niué de 1996 à 2005. Nommé commissaire au service public après avoir quitté le Parlement, il se présente à nouveau dans la circonscription de Lakepa aux élections législatives de 2020 et bat largement le député sortant Halene Magatogia, obtenant 77,1 % des voix. Il devient le président du Comité des comptes publics du Parlement.
En février 2022, le Premier ministre Dalton Tagelagi le nomme ministre adjoint au ministre des Finances et des Infrastructures Crossley Tatui, pour une durée de six mois, et le charge de seconder le ministre dans ses fonctions liées aux infrastructures publiques, « pour accélérer le traitement de la longue liste de projets prioritaires et la charge de travail en attente au ministère », mais aussi de « superviser les politiques du gouvernement en matière de commerce extérieur ». Cette nomination fait suite au départ à la retraite de personnels de l'administration publique chargés des équipements publics et de la gestion de l'eau et de l'énergie, notamment, et à la vacance de leurs postes dans ce très petit pays dont la population décroît en raison de l'émigration vers la Nouvelle-Zélande,. À partir de mars 2022, il participe ainsi à la supervision de la rénovation de la piste d'atterrissage de l'aéroport international de Niue grâce à des fonds néo-zélandais. Dans le même temps, en tant que président du Comité des comptes publics, il parvient à réduire de 38 % le déficit budgétaire du pays pour l'année fiscale 2022-2023.
Il ne se représente pas aux élections de 2023. Sa fille Rhonda Tiakia, la plus jeune de ses trois enfants, brigue le siège de sa circonscription de Lakepa, qu'elle remporte avec 68,6 % des voix.